# Эсперово городище
Эспе́рово городи́ще — археологический памятник рубежа VII-VIII — XVI веков, укреплённое городище родановской культуры в Соликамском районе Пермского края.
Городище расположено на правом берегу Камы, напротив Соликамска, у села Тетерино на горе Минин Утюг (Минина гора). Размеры — 700 × 50-400 м. Укреплено земляным валом и рвом. К городищу примыкает Тетеринское городище, бывшее, как полагают, крепостью, защищавшей подходы к Мининой горе. Некоторые учёные[кто?] предполагают, что Эсперово городище было первоначальной Солью Камской — будущим Соликамском.
По легенде, городище было построено Миной и Эксперой (Перой) — богатырями-защитниками Перми Великой.